# Rodrigo Germade
Rodrigo Germade Barreiro (Cangas, 23 agosto 1990) è un canoista spagnolo, campione del mondo a Račice 2017 nel K2 500 metri.

## Biografia
Ha rappresentato la Spagna ai Giochi olimpici estivi di Rio de Janeiro 2016 nella specialità del K4 1000 metri, dove ha concluso in quinta posizione in classifica con i connazionali Javier Hernanz, Íñigo Peña e Óscar Carrera.

## Palmarès
| Anno | Manifestazione          | Sede             | Evento        | Risultato | Prestazione | Note  |
| ---- | ----------------------- | ---------------- | ------------- | --------- | ----------- | ----- |
| 2013 | Mondiali                | Duisburg         | K4 1000m      | 8°        | 3'02"238    |       |
| 2015 | Europei                 | Račice           | K4 1000m      | Bronzo    | 2'58"572    |       |
| 2015 | Mondiali                | Milano           | K4 1000m      | 6°        | 2'59"308    |       |
| 2016 | Giochi olimpici         | Rio de Janeiro   | K4 1000 metri | 5°        | 3'06"768    |       |
| 2017 | Mondiali                | Račice           | K2 500m       | Oro       | 1'27"979    |       |
| 2017 | Mondiali                | Račice           | K4 500m       | Bronzo    | 1'18"371    |       |
| 2018 | Giochi del Mediterraneo | Tarragona        | K2 500 m      | Oro       | 1'27"907    | [ 1 ] |
| 2018 | Europei                 | Belgrado         | K2 500m       | Argento   | 1'27"630    |       |
| 2018 | Europei                 | Belgrado         | K4 500m       | Oro       | 1'18"559    |       |
| 2018 | Mondiali                | Montemor-o-Velho | K4 500m       | Argento   | 1'20"423    |       |
| 2019 | Giochi europei          | Minsk            | K4 500m       | 9°        | 1'40"216    |       |
| 2019 | Mondiali                | Seghedino        | K4 500m       | Argento   | 1'19"771    |       |